# Pogwizdów (Paszowice)

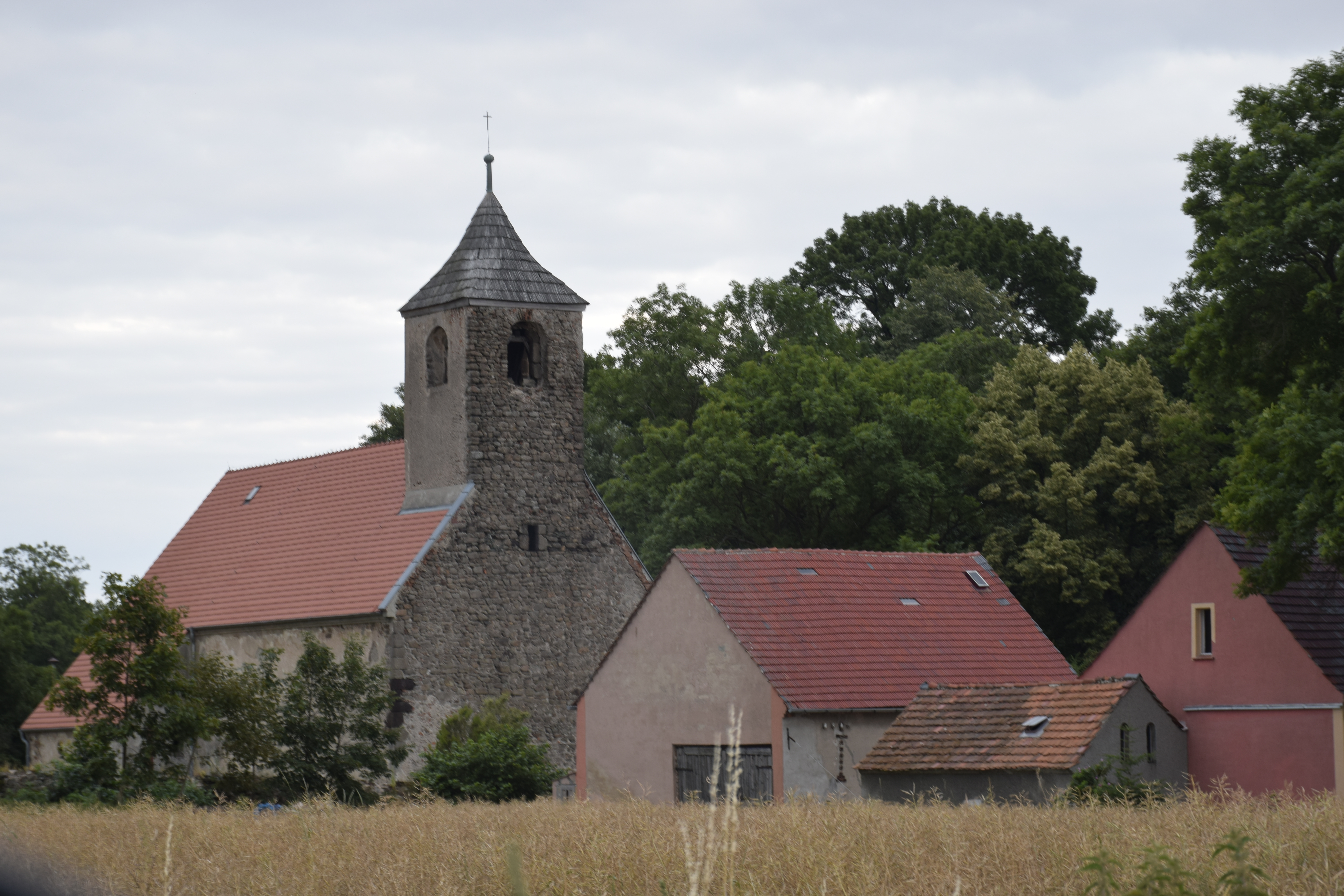
Pogwizdów

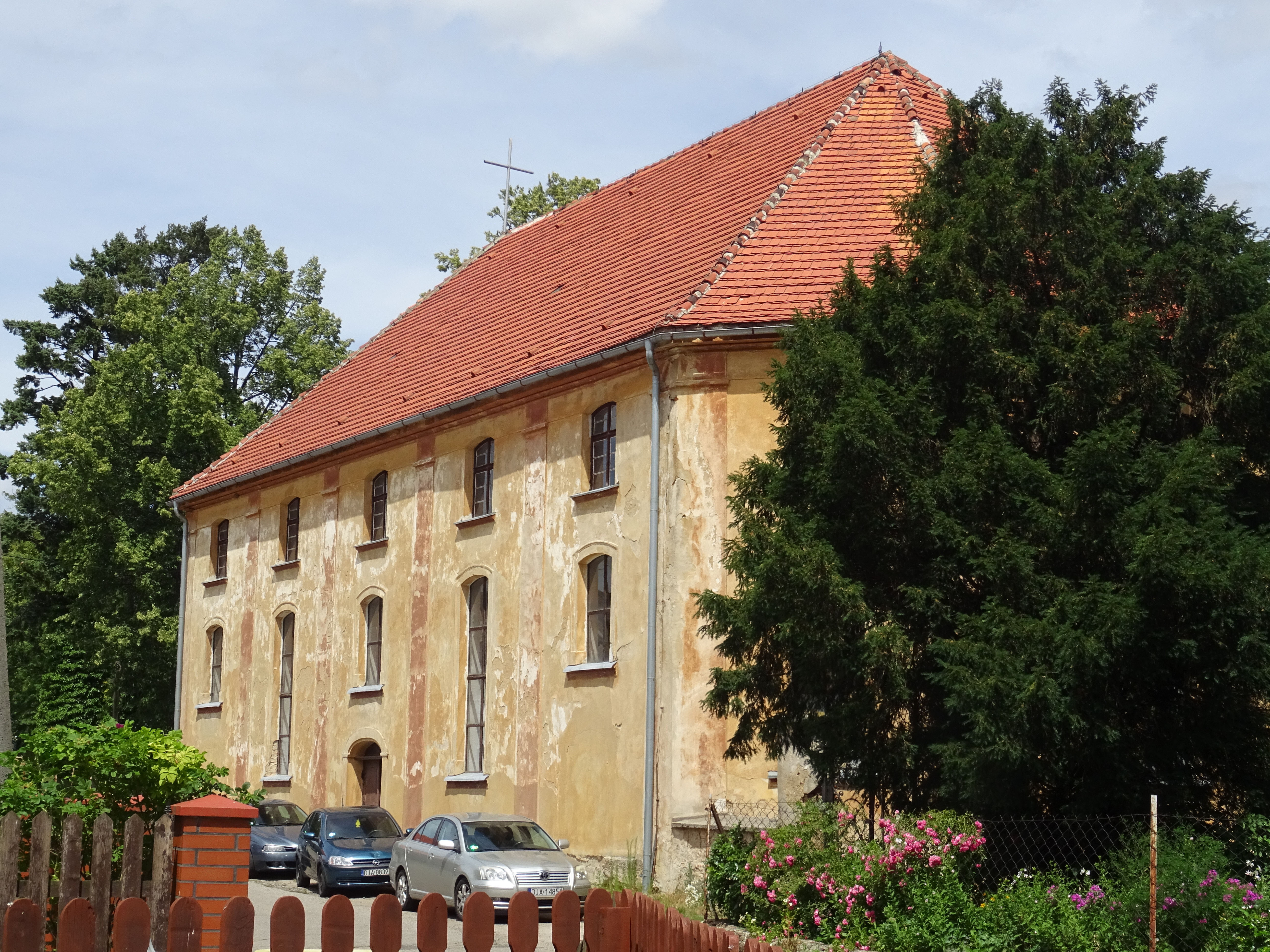
Ehemalige evangelische Pfarrkirche

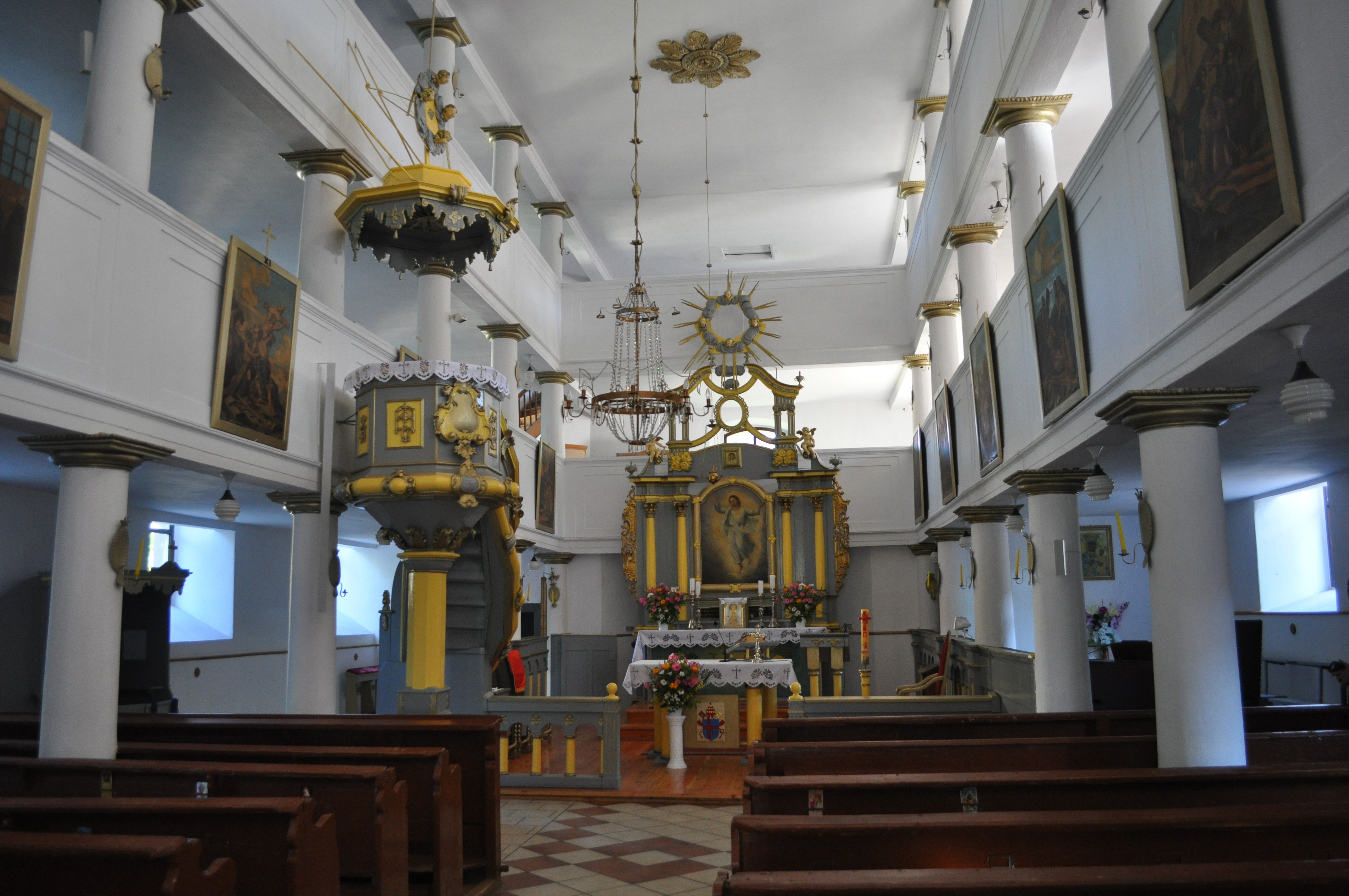
Innenraum

Pogwizdów (deutsch Langhelwigsdorf, vorher auch Langhellwigsdorf bzw. Langhelmsdorf) ist ein Dorf in der Landgemeinde Paszowice (Poischwitz) im Powiat Jaworski der Woiwodschaft Niederschlesien in Polen.

## Lage
Pogwizdów liegt ca. fünf Kilometer nördlich von Bolków (Bolkenhain) und zwölf Kilometer südwestlich von Jawor (Jauer). Nachbarorte sind Jastrowiec (Oberlauterbach) im Westen, Kamienica im Norden, Grobla (Gräbel) im Nordosten, Gorzanowice im Süden und Kwietniki (Blumenau) im Osten.

## Geschichte
Langhelwigsdorf dürfte im 13. Jahrhundert im Zuge der Ostkolonisation entstanden sein. 1318 erscheint im Register des Erzpriesters Gabriel von Rimini ein „Syffridus rector ecclesia in Hallwici villa“. Der Ort wurde 1365 als Helewygisdorff und 1369 als Helwigisdorf erwähnt. Besitzer waren 1654 Hermann von Czettritz, 1714 Gotthard Friedrich von Reibnitz und 1785 ein Justizrat von Zedlitz.
Nach dem Ersten Schlesischen Krieg fiel Langhelwigsdorf mit dem größten Teil Schlesiens 1741/42 an Preußen. 1784 wurden im Ort sieben evangelische und ein katholisches Paar getraut, 73 evangelische Kinder getauft und 58 evangelische sowie eine katholische Person begraben. 1785 bestand Langhelwigsdorf aus einer katholischen Kirche, einer evangelischen Kirche, zwei Pfarreien, einer Schule, einem herrschaftlichen Wohnhaus, zwei Vorwerken, 23 Bauern, 82 Gärtnern, einem Häusler, drei Wassermühlen, einer Windmühle und 652 Einwohnern. 1845 gehörte das Dorf dem Bolkenhainer Unternehmer Heinrich von Kramsta und zählte 122 Häuser, 916 Einwohner (31 katholisch), eine 1742 gegründete und 1832 umgebaute evangelische Pfarrkirche ohne Wittum (eingepfarrt: Langhellwigsdorf mit Bienen und Steinhäusern, Gräbel mit Gräbler Busch und Steinshäusern sowie Bienenmühle, Blumenauer Granithaus und die Hertwigswalder Häuser, gastweise der größte Teil von Lauterbach einschließlich blaue Bruch- und Kalkhäuser), eine katholische Majoratskirche, in der jeden zweiten Sonntag ein Gottesdienst stattfand (Filialkirche der Pfarrkirche von Blumenau, eingepfarrt: Langhelwigsdorf mit Bienenhäuser, Siebenhufen, Hertwigswaldauer Anteil), ein Schloss, zwei Vorwerke, drei Wassermühlen, eine Windmühle, eine Sägemühle, eine Ziegelei, 15 Handwerker und vier Kramer.
1874 wurde der Amtsbezirk Langhelwigsdorf gegründet, dem die Landgemeinden Blumenau, Gräbel, Langhelwigsdorf und Lauterbach sowie die gleichnamigen Gutsbezirke eingegliedert wurden.
Als Folge des Zweiten Weltkriegs fiel Langhelwigsdorf mit dem größten Teil Schlesiens 1945 an Polen. Nachfolgend wurde es in Pogwizdów umbenannt. Die deutsche Bevölkerung wurde – soweit sie nicht schon vorher geflohen war – vertrieben. Die neu angesiedelten Bewohner stammten teilweise aus Ostpolen, das an die Sowjetunion gefallen war.
Von 1975 bis 1998 gehörte Pogwizdów zur Woiwodschaft Legnica (Liegnitz).

## Sehenswürdigkeiten
- Die römisch-katholische Heilig-Kreuz-Kirche (polnisch Kościół Podwyższenia Krzyża Świętego) wurde um die Wende vom 13. zum 14. Jahrhunderts errichtet. Sie war früher Filialkirche der Pfarrkirche von Blumenau und erscheint erstmals urkundlich 1318 im Register des Erzpriesters Gabriel von Rimini. Um 1530 wurde sie evangelisch. Ab 1618 erhielt sie vom Grundherren eine neue Kanzel, Altar, Taufstein und Orgel. 1629 brannte der Turm und das Dach. 1632 wurde mit dem Wiederaufbau begonnen und neue Glocken angeschafft. 1654 wurde die Kirche rekatholisiert. Im 18. Jahrhundert wurde der Innenraum umgestaltet. Die Kirche besteht aus einem quadratischen Chor mit geschlossener Apsis, an das ein einschiffiges Langhaus anschließt. An der Westseite befindet sich ein im Erdgeschoss offener Turm und an der Südseite eine Gruftkapelle. Chor und Apsis sind mit einem Kreuzgewölbe und das Langhaus mit Stichkappentonne versehen. An den inneren Seitenwänden sind Sandsteinepitaphien von Angehörigen der Familien Nimptsch, Czettritz, Reibnitz und Schindel aus dem 16. bis 18. Jahrhundert angebracht.[5] Bei Restaurierungsmaßnahmen konnten in den 1990er Jahren an den Decken polychrome Wandmalereien aus dem 13. bis 14. Jahrhundert freigelegt werden.[6] Aktuell finden in der Kirche keine Gottesdienste mehr statt.[7]
- Die römisch-katholische Christi-Himmelfahrts-Kirche (Kościół Wniebowstąpienia Pańskiego) war bis 1945 die evangelisch-lutherische Pfarrkirche des Ortes. Nachdem die ursprüngliche Kirche 1654 der protestantischen Gemeinde weggenommen wurde, wurden die evangelischen Gottesdienste eine Zeitlang im Haus des Küsters abgehalten. Danach hielten sich die Gläubigen zur Friedenskirche vor Jauer. Am 20. Dezember 1742 wurde die Erlaubnis zum Bau einer neuen Kirche erteilt. Die Holzkirche wurde von 1789 bis 1791 staffiert und war seit 1832 aus massiven Stein.[8] Nach 1945 diente sie als römisch-katholischen Kirche. Die ursprüngliche Ausstattung blieb größtenteils erhalten, u. a. Altar, Kanzel, Orgel und Emporen.[9]
- Schlossruine Langhelwigsdorf[10]

## Persönlichkeiten
- George Wilhelm von Reibnitz (1698–1765), preußischer Landrat